# کریمو برناوی
کریمو برناوی (انگلیسی: Krimo Bernaoui؛ زادهٔ ۲۴ ژانویهٔ ۱۹۶۷) بازیکن والیبال اهل الجزایر بود.